# Silent Hunter 5: Battle of the Atlantic
Silent Hunter 5: Battle of the Atlantic est une simulation de sous-marin développée par Ubisoft Romania et éditée par Ubisoft, sortie en 2010 sur Windows. La DRM, critiquée par la presse car nécessitant une connexion Internet en permanence a été supprimée en 2011 et a été remplacée par un système de validation du DVD lors du lancement du jeu.

## Système de jeu
Le jeu place le joueur au contrôle d'un sous-marin allemand (Unterseeboot type VII) lors de la bataille de l'Atlantique sur une campagne qui s'étend de 1939 à 1943.
En regard de ses prédécesseurs, le jeu présente un réalisme ainsi qu'un graphisme améliorés. Il est désormais possible de se promener à travers tout le sous-marin en vue à la première personne.
Le mode multijoueur permet d'affronter jusqu'à 8 joueurs en réseau local ou en ligne.
Plusieurs modes, tels que Open Horizons II, ont également été créées par la communauté, permettant d'ajouter de nouveaux navires et de nouvelles nations au jeu.